# Villa Lieto
Die Villa Lieto, besser bekannt als Villa De Luca, ist ein Landhaus aus dem 18. Jahrhundert am Hügel von Capodimonte in Neapel in der italienischen Region Kampanien. Sie liegt in der Via Vecchia San Rocco, in der Nähe des alten Zollhauses.

## Geschichte
Ursprünglich gehörte das Landhaus den Herzögen Lieto, wechselte später aber mehrfach den Besitzer. Die Geschichte dieser Villa ähnelt stark der der Villa Campbell, die ebenfalls zunächst eine landwirtschaftliche Wohnstatt und dann eine repräsentative Residenz war.
Die Villa wurde um einen Innenhof herum gebaut, der an einen üppigen Garten angrenzt, der heute etwa 640 m² misst. In dem besagten Garten, der mit Gittern und Säulen aus Tuffstein eingefriedet ist, wachsen einheimische und nicht einheimische Arten, darunter Dattelpalmen, wilde Kakis, Pomeranzen, Orangen, Mandarinen, Zitronen, Rosmarin, Salbei, Lavendel, Weinraute und etliche Sukkulenten. Das zentrale Gebäude war das Herrenhaus und die Seitenflügel enthielten die Wohnungen für die Dienstboten. In der Nähe des Komplexes wurde ein Jagdschloss erbaut, das Casino Bianchini (Piazetta Lieti, 1), das eine Kapelle enthält, die heute entweiht ist und als Lager dient. Ein weiteres Haus, das zur Villa gehörte, war das Casino Meuricoffrée (heute Villa Il Capriccio in der Via Lieti, 97 in Capodimonte), die heute Sitz der Stadtverwaltung III ist und ursprünglich mit einem Garten von 600 m² Größe und einem noch viel größeren Landgut versehen war. Dieser ist heute ein öffentlicher Park. 2012 wurde der Park auf Betreiben der Municipalità III vom Sonnenuntergang bis zum Sonnenaufgang geschlossen.
Diese Grünfläche erstreckt sich auf der Nordseite bis zu einem öffentlichen Parkplatz in der Nähe der Villa Lieto, wogegen sie auf der Südseite an das Gelände an der Via Lieto, 51b, das wissenschaftliche Gymnasium Sbordone, grenzt. Die Villa Capriccio ist heute der Sitz der Municipalità III.
Die Gebäude wurden mehrmals umgebaut und verändert; der tiefstgreifende Umbau war der Bau zweier unterschiedlicher Zugänge auf zwei verschiedenen Straßenebenen an der Via Nuova San Rocco, 68 und der Piazzetta Lieti, 2.
Nach dem Zweiten Weltkrieg waren in der Villa und den umliegenden Flügeln Wohnungen untergebracht, die von verschiedenen Eigentümern gekauft wurden, darunter die Cassa di credito Scarletto und die Imprenditori Normale; sie wurden an ortsansässige Familien vermietet. Nachdem sie beim Erdbeben in der Irpinia 1980 beschädigt, von den Mietern verlassen und von obdachlosen Familien besetzt worden waren, wurden sie zu Sozialwohnungen erklärt. Sie wurden enteignet, gingen in die Verwaltung der Stadt Neapel über und wurden 1986 restauriert.
Bis 2008 war dort ein bedeutendes Restaurierungszentrum der Soprintendenza delle belle arti von Neapel untergebracht, das auf die Erhaltung von Bildwerken aus dem Museo di Capodimonte und anderen Museen spezialisiert war. Dort finden Kurse und Workshops unter der Leitung von Meistern, wie Ernesto Tatafiore statt. Wegen strukturellen Problemen (feuchte Räume, Absenkungen im Untergrund usw.) wurde das Gebäude von der Soprintendenza vermietet und dient als Lager für die Municipalità III. 2004 kam es an einem der Seitenflügel der Villa neben dem Zugang von der Piazzetta Lieti aus (Innenhof) zu Störungen durch einen Rohrbruch unter der gepflasterten Gasse. Das Rohr brach und verursachte Schäden am Flügel für die Dienerschaft der Villa De Luca, der heute als Condominio Piazzetta Lieto, 2 bezeichnet wird. Dieses Gebäude, das mit den Geldern aus dem Wiederaufbau nach dem Erdbeben 1980 mit Genehmigung der Soprintendenza alle Belle Arti unter der Leitung des Architekten Angelo Salvatore Spadaro umgebaut worden war, war durch Setzung im Untergrund betroffen. Daraufhin reichte man Klage gegen die ARIN ein, und zwar mit positivem Ausgang, was zur Beseitigung der erlittenen Schäden führte.
Der Tufffelsen, auf dem die Villa steht, enthält ein System unterirdischer Verbindungen, das teilweise eingestürzt ist, mit Höhlen, Brunnen, Zisternen und Fluchtwegen (San-Rocco-Tal, Wald von Capodimonte, altes Aquädukt von Serino, Abwasserkanälen, Katakombengebieten). Unter dem Innenhof wurde in einer Zisterne im Zweiten Weltkrieg nach der Aussage einiger ehemaliger Bewohner des Hofes ein Luftschutzkeller geschaffen.